# La Pedrera (Cardona)
La Pedrera és una muntanya de 604 metres que es troba al municipi de Cardona, a la comarca catalana del Bages.